# 香取神社 (春日部市薄谷)
香取神社（かとりじんじゃ）は、埼玉県春日部市の神社。

## 歴史
創建年代は不明である。ただ薄谷村が成立したのが江戸時代初期であることから、その頃に創建されたものと推測される。隣にあった「真福寺」が別当寺であった。真福寺は武蔵国埼玉郡粕壁宿（現・同市粕壁）の最勝院を本寺とする真言宗の寺院であったが、明治初期の神仏分離により、廃寺に追い込まれた。跡地には地元住民の集会所「薄谷会館」が建てられている。
1873年（明治6年）、近代社格制度に基づく「村社」に列せられ、1912年（明治45年）の神社合祀により、「雷電社」が合祀された。雷電社は、現在の春日部市立武里中学校の場所にあった神社である。

## 交通アクセス
- 一ノ割駅及び武里駅より徒歩23分。